# Wadi Miljan
Wadi Miljan (arab. ‏وادي مليان‎, fr. Oued Miliane) – rzeka w północno-wschodniej Tunezji o długości 160 kilometrów, druga co długości w kraju. Powierzchnia dorzecza wynosi 2283 km². Wypływa u podnóża góry Djebel Bargou (Atlas Tellski) i uchodzi do Zatoki Tuniskiej Morza Śródziemnego. Wykorzystywana jest do nawadniania.